# ایساشی، هوکایدو (سویا)
ایساشی، هوکایدو (سویا) (به لاتین: Esashi, Hokkaido (Sōya)) یک منطقهٔ مسکونی در ژاپن است که در Sōya Subprefecture واقع شده‌است. ایساشی ۸٬۵۷۸ نفر جمعیت دارد.

## خواهرخوانده
شهر سولفتئو خواهرخواندهٔ ایساشی، هوکایدو (سویا) هست.